# Итирапуан
Итирапуан (порт. Itirapuã)  —  муниципалитет в Бразилии, входит в штат Сан-Паулу. Составная часть мезорегиона Рибейран-Прету. Входит в экономико-статистический  микрорегион Франка. Население составляет 5685 человек на 2006 год. Занимает площадь 161,490 км². Плотность населения — 35,2 чел./км².

## История
Город основан 28 марта 1952 года.

## Статистика
- Валовой внутренний продукт на 2003 составляет 22.847.415,00 реалов (данные: Бразильский институт географии и статистики).
- Валовой внутренний продукт на душу населения на 2003 составляет 4.109,25 реалов (данные: Бразильский институт географии и статистики).
- Индекс развития человеческого потенциала на 2000 составляет 0,760 (данные: Программа развития ООН).